# کنتا ناکامورا
کنتا ناکامورا (ژاپنی: 中村 健太؛ زادهٔ ۵ اکتبر ۱۹۷۸) یک بازیکن فوتبال اهل ژاپن است.
از باشگاه‌هایی که در آن بازی کرده‌است می‌توان به باشگاه فوتبال ساگان توسو اشاره کرد.